# 알라모 (제품)
닌텐도 사운드 클록: 알라모(Nintendo Sound Clock: Alarmo)는 닌텐도가 제작하고 제조한 디지털 알람시계이다. 2024년 10월 10일 닌텐도 스위치 온라인 구독자를 대상으로 닌텐도 스토어와 온라인으로 출시했다. 2025년 3월 대량출시에 예정됐다.

## 출시
2024년 10월 9일, 닌텐도가 알라모를 발표함과 동시에 닌텐도 공식 상점에서 판매개시했다. 닌텐도 스위치 온라인 구독자를 대상으로 온라인 독점판매도 시작했다.